# Stanisław Grzybowski (powstaniec)
Stanisław Grzybowski ps. „Nałęcz” (ur. 31 maja 1922 w Warszawie, zm. 11 grudnia 2008 w Warszawie) – syn Heleny z d. Jaworskiej i Rocha Grzybowskiego (żołnierza 34 pułku piechoty w czasie wojny polsko-bolszewickiej w 1920 roku).

## Życiorys
W dniu wybuchu II wojny światowej za młody, żeby wstąpić do wojska, przeszedł do konspiracji. Zaprzysiężony we wrześniu 1942 roku i przydzielony do 101 plutonu w zgrupowaniu „Bończy”. Przyjął pseudonim „Nałęcz”
Od dnia wybuchu powstania warszawskiego brał w nim czynny udział na Mokotowie. Przydzielony do kompanii porucznika „Stańko” w sztabie komendy „Baszta” wielokrotnie przemierzał kanałami Warszawę przekazując meldunki i raporty. Funkcję swą sprawował aż do kapitulacji Mokotowa (27.09.1944).
Po upadku powstania na polecenie podpułkownika Stanisława Kamińskiego ps. „Daniel” w cywilnym ubraniu przedostał się do transportu do obozu przejściowego w Pruszkowie. Uciekł z transportu i ukrył się w pobliskich lasach. Odznaczony Medalem Wojska.
Po wkroczeniu Armii Czerwonej i Ludowego Wojska Polskiego na teren Polski dwukrotnie uniknął przymusowej służby wojskowej.
Chroniąc rodzinę ukrywał działalność powstańczą i podjął pracę w Polskich Kolejach Państwowych.
18 kwietnia 2001 roku awansowany na stopień podporucznika Wojska Polskiego. Pochowany na cmentarzu Bródnowskim w Warszawie (kwatera 48A-4-12).